# كلية صحار للعلوم التطبيقية

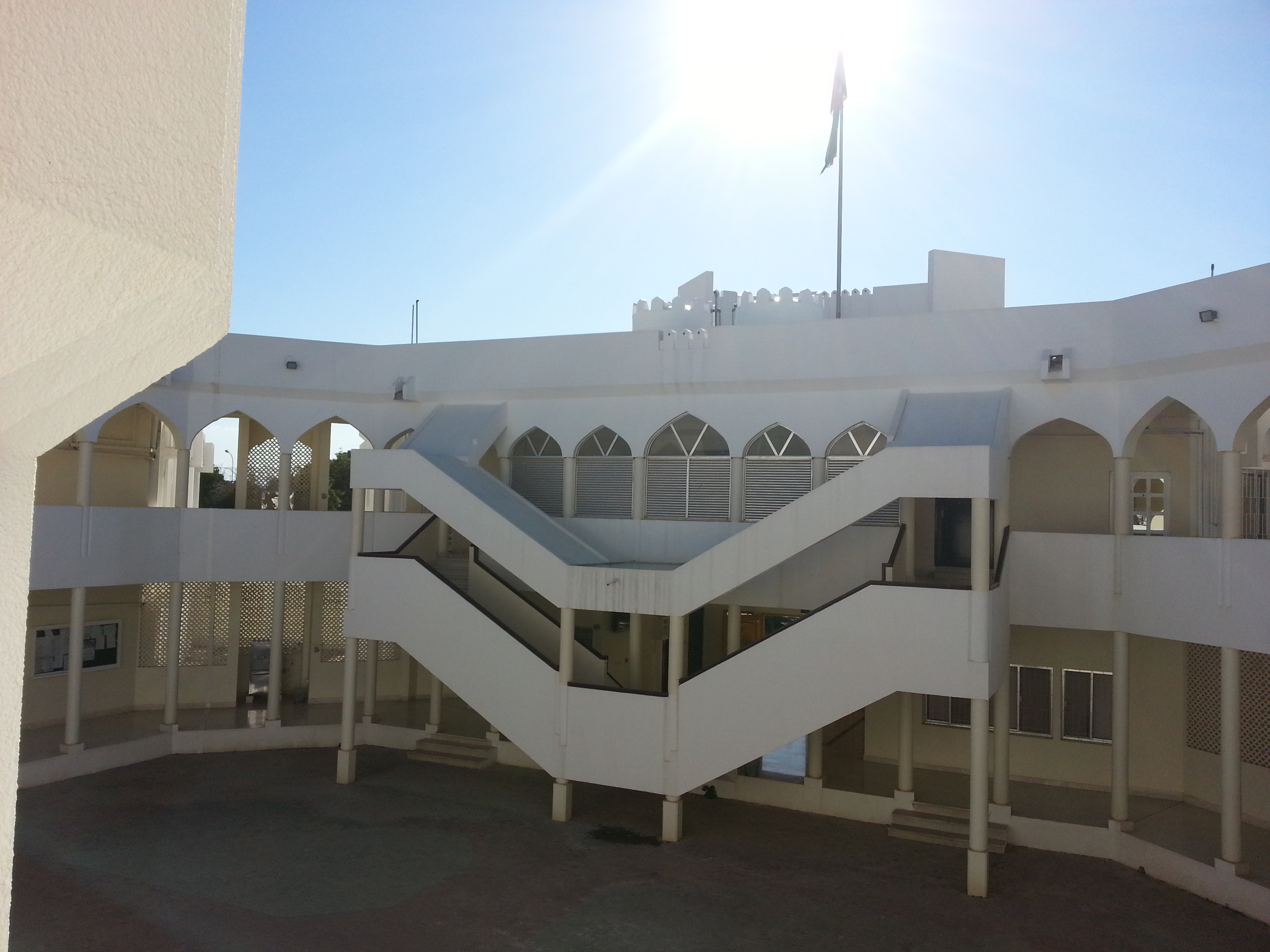
الفناء الداخلي للكلية المبنى رقم 1

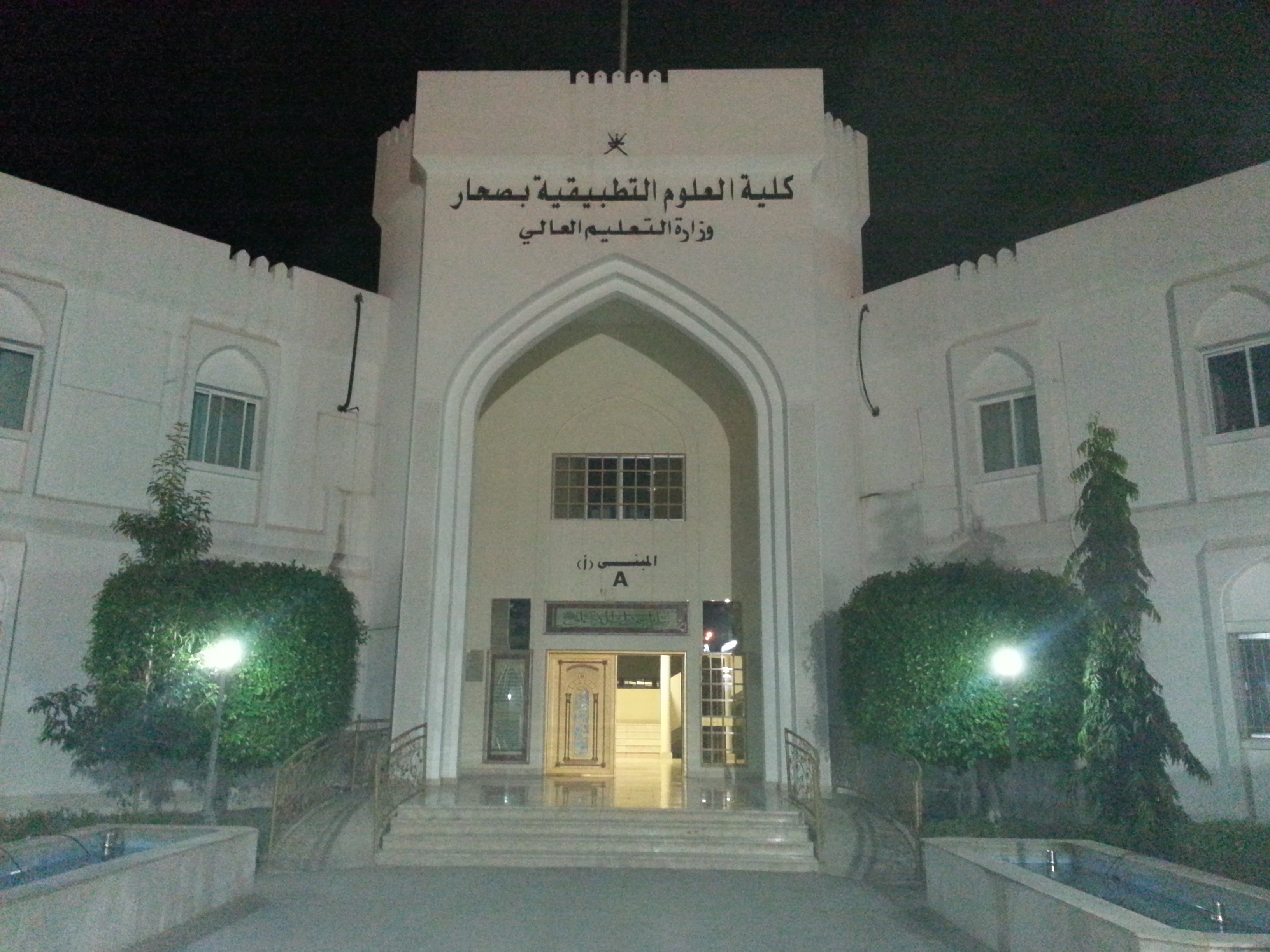
واجهة الكلية

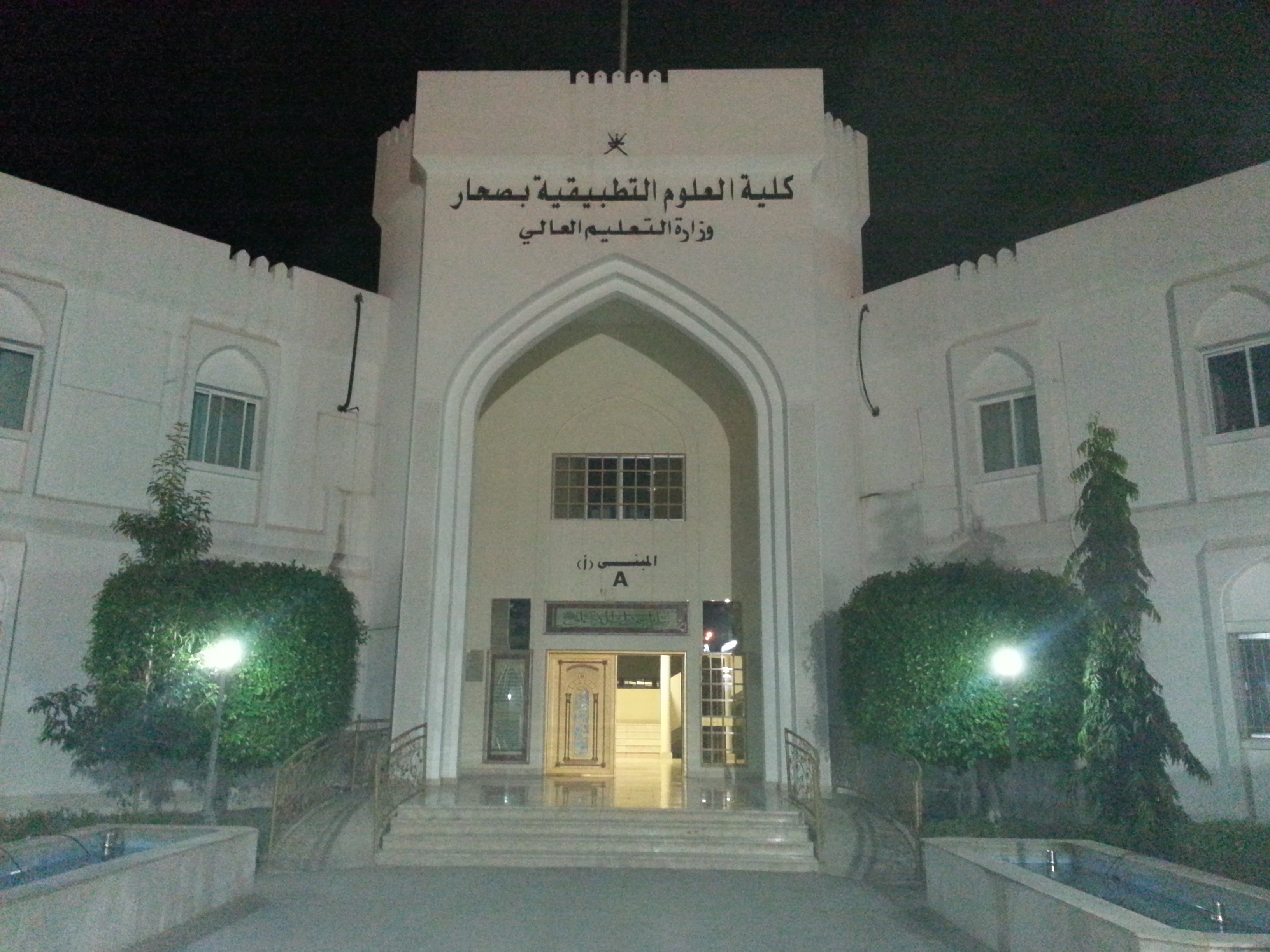
واجهة الكلية

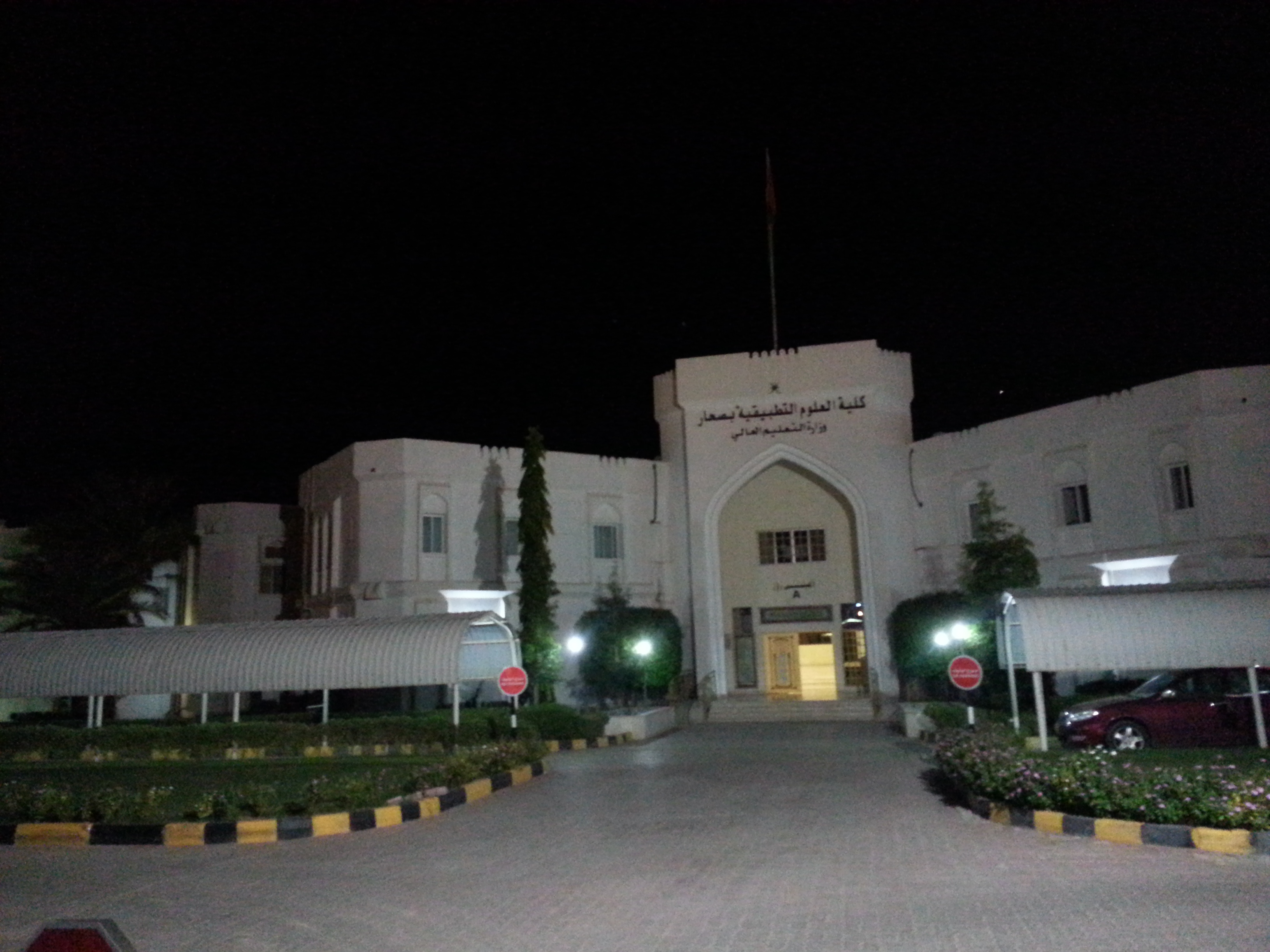
الخارج

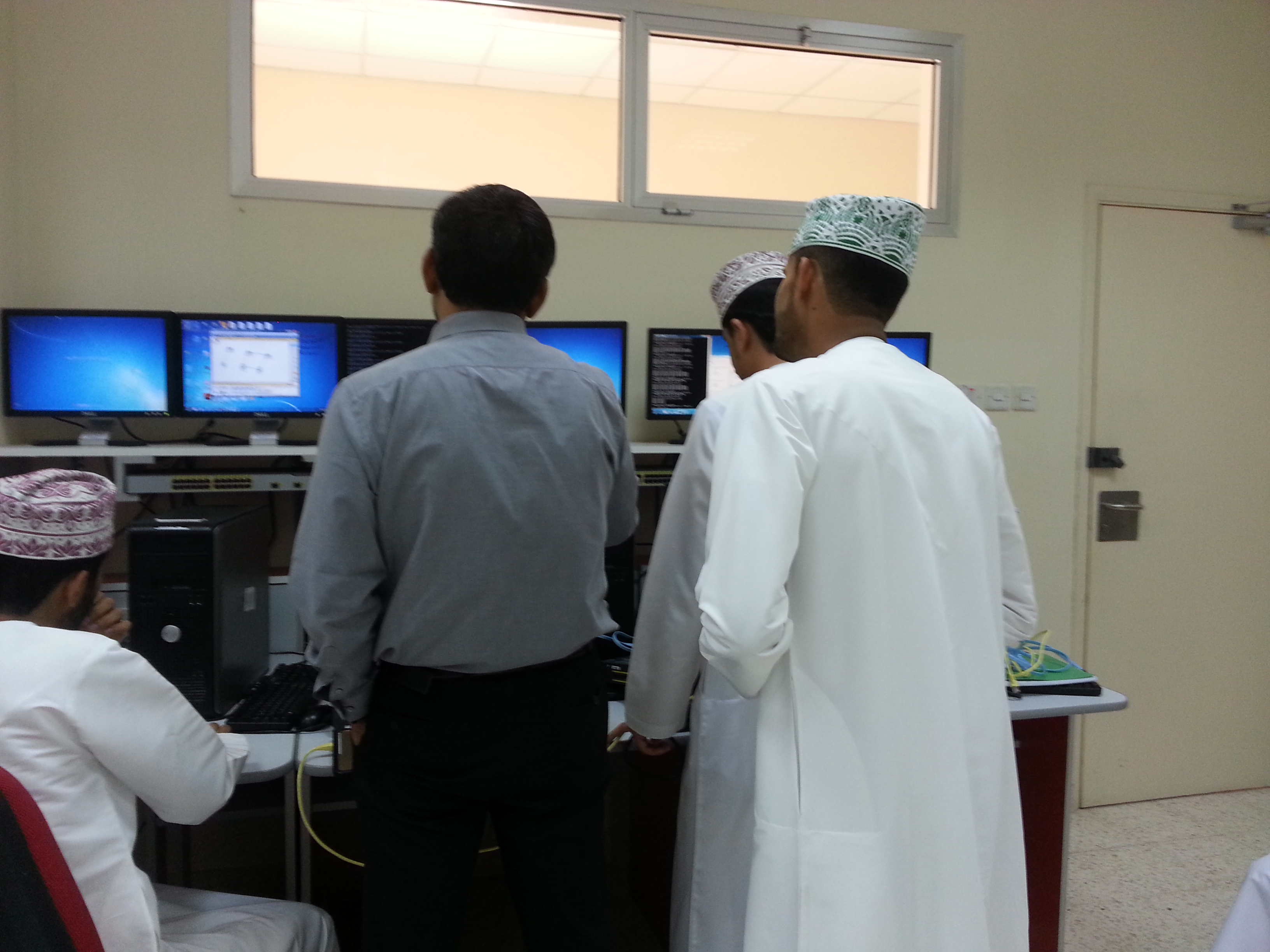
المختبر الحديث للشبكات

## المقدمة
كلية العلوم التطبيقية بصحار أحد أبرز المعالم الشاهدة على النهضة المباركة بقيادة صاحب الجلالةالسلطان قابوس، حيث تقع الكلية في أقصى الجنوب من ولاية صحار و تحديدا في منطقة خور السيابي.

## مراحل تطورالكلية من كلية للتربية لكلية تطبيقية
افتتحت الكلية في عام 1990 لتكون كلية للمعلمين واستمر التطوير والتحديث فيها لغاية العام 1995 بعد صدور المرسوم السلطاني رقم42/95القاضي بنقل تبعية كليات التربية من وزارة التربية والتعليم إلى وزارة التعليم العالي مع منح طلابها درجة البكالوريوس بدلا من الدبلوم في التربية ولعل أهم تحول في كلية صحار بشكل خاص وباقي الكليات الست بشكل عام هو صدور المرسوم السلطاني رقم 62/2007 القاضي بنقل كليات التربية إلى كليات للعلوم التطبيقية وذلك لتوفير مخرجات ذات كفاءة أكاديمية ومهنية ترفد متطلبات التنمية الشاملة حيث صدر القرار الوزاري رقم (74/2007) وقضى بتعديل مسمى المديرية العامة لكليات التربية إلى المديرية العامة لكليات العلوم التطبيقية.

## تخصصات الكلية
تضم كلية صحار للعلوم التطبيقية إلى جنباتها أكثر من ألف طالب وطالبة بتخصصي تقنية المعلومات و الهندسة و يتفرع تخصص تقنية المعلومات إلى عدة اقسام أو تخصصات تمنح الكلية فيها درجة البكالوريوس نذكر منها : شبكات الحاسب آلي و أمن المعلومات و تطوير البرمجيات وقواعد البيانات، في مجال تقنية المعلومات سعت الكلية إلى تطوير مخرجاتها من خلال إنشاء عدة مختبرات كمختبر الشبكات الذي افتتح في العام الاكاديمي 2013/2014 و تحديث الاجهزة بباقي مختبرات الكلية وتوفير و تحديث البرامج التي قد يحتاج إليها الطالب في دراسته وكذلك ترقية انظمة التشغيل في الحواسيب .

## تخصص الهندسة
اما عن تخصص الهندسة في كلية صحار فيتفرع إلى ثلاثة اقسام وهي الهندسة الميكانيكية والكهربائية و الكيميائية والحديث يدور عن إضافة تخصص رابع وهو هندسة النقل حيث أن البلاد تشهد نقلة نوعية في مشاريع الطرق والمواصلات ومشروع القطار من أهم المشاريع الحالية التي تقام على ارض السلطنة .الجدير بالذكر أن الكلية تشهد هذا العام تخريج الدفعة الثانية (2015) في تخصص الهندسة والخامسة في تخصص تقنية المعلومات وهناك الكثير من المشاريع التي تقام في الحرم الجامعي للكلية بعضها قد افتتح والاخر قيد الإنشاء نذكر منها الورشة الميكانيكية التي المبنى «و» الذي افتتح في منتصف العام 2013 و الورشة الميكانيكية التي افتتحت في بداية العام 2014 و سيتم افتتاح ورشة الهندسة ومختبرات لتخصص الهندسة قريبا في الكلية .

## تقنية المعلومات
تبذل عمادة كلية صحار للعلوم التطبيقية جل وقتها للتقديم ما يفيد ويرضي طلابها يذكر أن الكلية ستقيم حفل تخريج لطلبتها في الرابع من نوفمبر 2015 بتخريج الدفعة السادسة لطلبة تقنية المعلومات، التخصص الذي يتفرع إلى أربعة تخصصات ترفد سوق العمل بمخرجات ذو جودة عالية من الاحترافية ويتفرع تخصص تقنية المعلومات إلى : شبكات وبرمجة و أمن المعلومات وإدارة البيانات .الجدير بالذكر أن الكلية أفتتحت مؤخرا مختبرات الشبكات التي ترفد الطالب بالمزيد من الخبرة والتطبيق في مجال الشبكات .

## الأنشطة الطلابية
و تشتهر كلية صحار بالأنشطة الطلابية حيث تشتهر الكثير من الجماعات الطلابية مثل جماعة الإعلام وجماعة تقنية المعلومات وجماعة الهندسة وجماعة النبراس وجماعة السياب . و تقام أغلب الفعاليات الطلابية في قاعة عمان التي تتسع ل 500 متفرج ومجهزة بأحد التقنيات التي تعين الطلاب والحضور على الأستمتاع بالفعاليات.

## وصلات خارجية
- صحار للعلوم التطبيقية.
- التعليم العالي.

## اقرأ أيضا
- كليات العلوم التطبيقية
- سلطنة عمان
- صحار